# Vehículo de mando

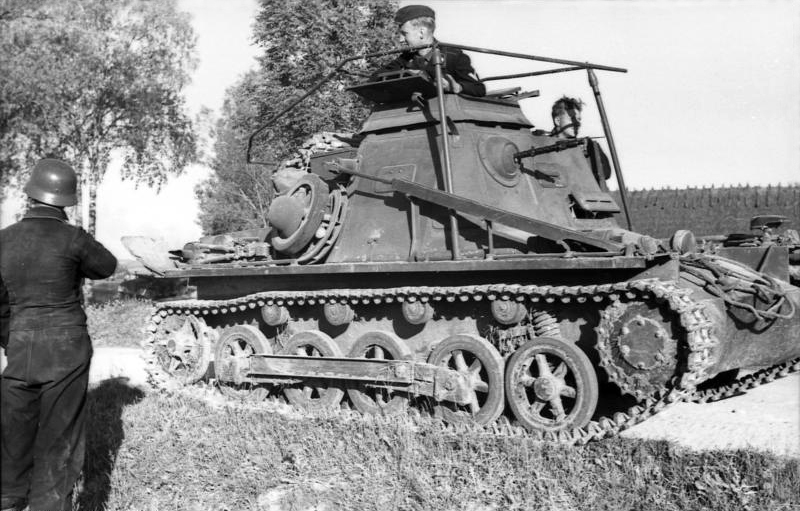
Carro de combate ligero Panzer I convertido en un vehículo de mando y control SdKfz 265 Panzerbefehlswagen.

Un vehículo de mando es un tipo de vehículo blindado de combate, adecuado para su uso como puesto de mando y control móvil, puesto de observación móvil y puesto avanzado, por parte de las fuerzas blindadas y acorazadas.

## Características

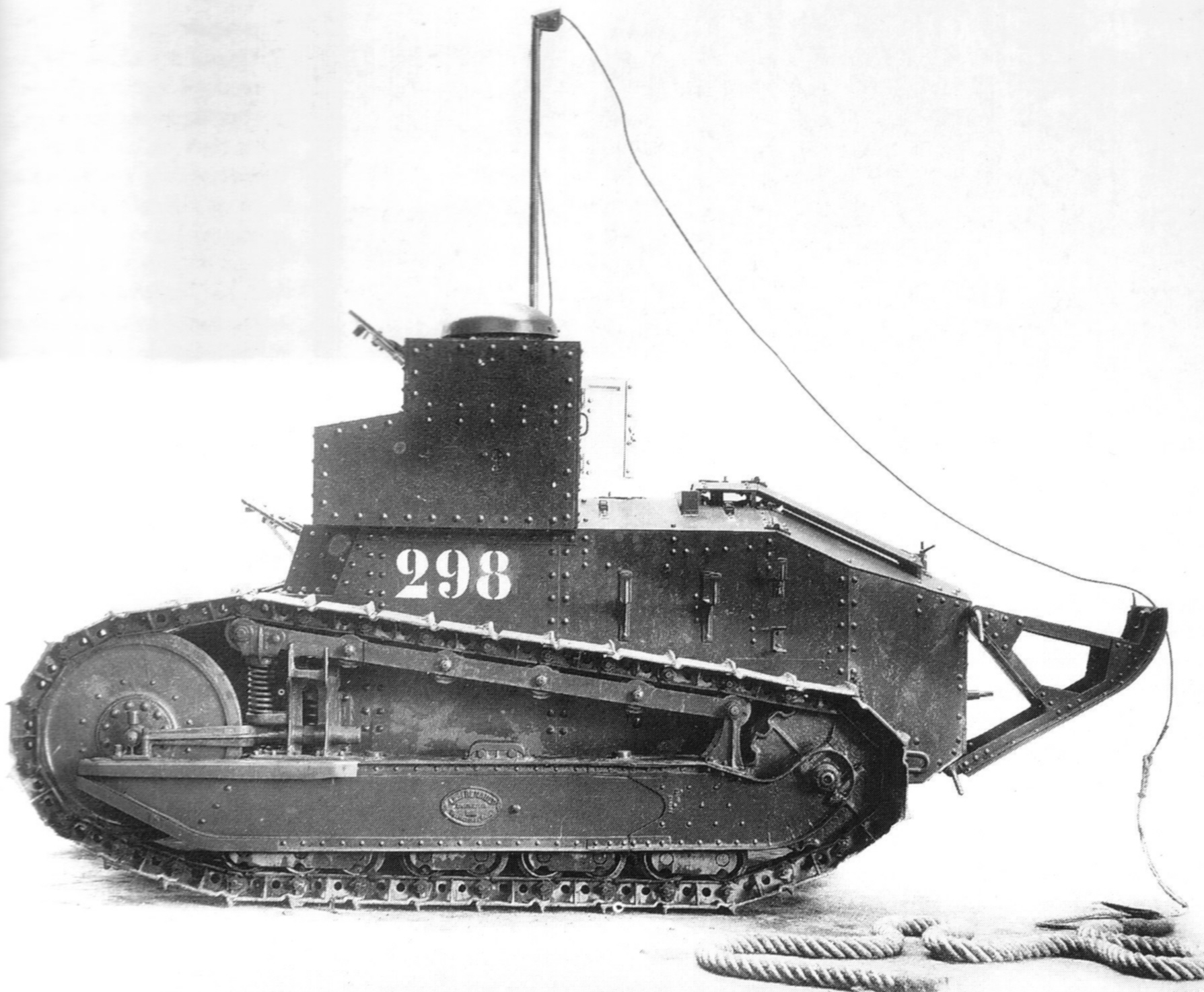
Un tanque ligero Renault FT-17 equipado con una antena de radio.

Los vehículos de mando generalmente se desarrollan a partir del mismo tipo y modelo que los vehículos que están destinados a conducir, ya que un modelo más antiguo correría el riesgo de ir demasiado lento o estar demasiado mal protegido; Sin embargo, para esta función se suelen utilizar modelos retirados del frente, ya que son más económicos. Los vehículos de mando son estructuralmente poco diferentes de los vehículos de combate normales y presentan pocas diferencias externas, ya que si fueran fácilmente identificables se convertirían en objetivos primarios para las fuerzas enemigas, que al destruirlos, perjudicarían enormemente la coordinación de los vehículos enemigos. Las diferencias externas con los vehículos blindados de combate son principalmente tres: Una antena de radio más larga, en los primeros modelos de la Segunda Guerra Mundial, un aparato de comunicaciones más potente y desarrollado, la ausencia o menor consistencia del armamento primario (el cañón principal de la torreta es sustituido por una arma de menor calibre o por una ametralladora) para garantizar un mayor espacio en el interior del vehículo para la tripulación del carro de combate.

## Historia

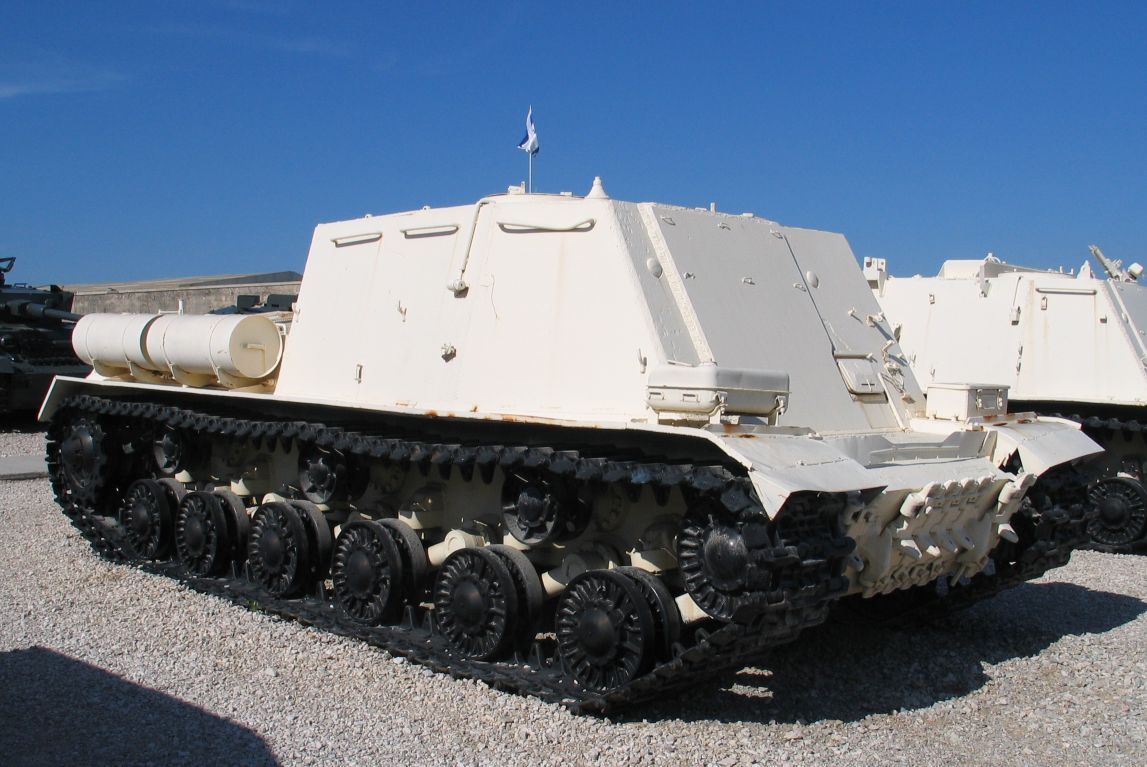
En la imagen, un vehículo blindado ISU 122/155 ha sido adaptado para ser usado como vehículo de mando.

Aunque utilizados anteriormente (en pequeñas cantidades) los primeros vehículos adaptados masivamente para esta función fueron utilizados por Alemania durante la Segunda Guerra Mundial, que, al darse cuenta de que los puestos de mando fijos tradicionales a menudo perdían contacto con las unidades de avance rápido en movimiento durante la Blitzkrieg, la guerra relámpago, la Wehrmacht alemana solucionó este problema creando puestos de mando móviles ubicados en vehículos blindados, tanto tanques ligeros como en automóviles blindados, llamados Panzerbefehlswagen (vehículos de mando blindado). Los primeros vehículos de mando blindado se construyeron sobre la base del tanque ligero Panzer I, al que se le quitó la torreta giratoria para dejar más espacio en el interior del vehículo, aumentando así el espacio de trabajo para el personal del carro. 
Como ya se ha mencionado anteriormente, para evitar que estos tanques fueran fácilmente identificados por las fuerzas enemigas, su apariencia tenía que ser muy similar a la de un vehículo normal, por ejemplo el Panzerbefehlswagen III era una variante del carro de combate Panzer III, tenía una torreta fija armada con un cañón falso y un blindaje más grueso, por lo que a primera vista era igual a un carro de combate medio Panzer III normal, aunque no tuviera la misma capacidad ofensiva que el Panzer III original.
Esta idea fue retomada más tarde por la Unión Soviética (que a menudo utilizaba los tanques sin cañón ISU-122/155 y los tanques ligeros T-26 y BT-5) y vehículos blindados de otros países aliados como vehículos de mando y control.
El Reino Unido utilizó varios tipos de vehículos de mando, como el vehículo de mando blindado AEC y el "Guy Lizard".
El Reino de Italia durante la Segunda Guerra Mundial, puso en servicio tres modelos de vehículo de mando, destinados tanto a compañías de tanques como a formaciones de cañones autopropulsados: El vehículo de mando L40, el vehículo de mando equipado con un cañón autopropulsado M40, el vehículo de mando equipado con un cañón autopropulsado M41, y el vehículo de mando equipado con un cañón autopropulsado M42, estos eran unos vehículos derivados respectivamente de los carros blindados de combate L6/40, M13/40, M14/41 y M15/42.
Actualmente, a pesar del desarrollo de los medios de comunicación y a pesar del hecho de que todos los carros de combate modernos están equipados con un equipo transmisor de radio, los vehículos de mando y control de las unidades blindadas acorazadas se distinguen solamente por su sistema de mando y control avanzado. 
Para las unidades de la infantería mecanizada y la artillería autopropulsada se desarrollaron varios vehículos mando a partir de los transportes blindados de personal más extendidos, existen diversos vehículos equipados con ruedas y con orugas, como el vehículo de mando y control M577 (un vehículo blindado de combate derivado del transporte blindado de personal M113).
El Ejército Italiano, ha creado un vehículo de mando y control basado en los vehículos blindados Dardo y Freccia.